# Laura Granville
 Laura Granville  (* 12. Mai 1981 in Chicago) ist eine ehemalige US-amerikanische Tennisspielerin. Während ihrer Zeit auf der Stanford University stellte sie mit 58 Einzelsiegen in Folge einen Rekord auf.

## Karriere
1996 gewann sie als Schülerin der 10. Jahrgangsstufe auf der "Latin School of Chicago" die Illinois Girl's High School Tennis State Championships im Einzel. Im Jahr darauf in Sedona debütierte sie bei einem ITF-Turnier, wo sie sich nicht für das Hauptfeld qualifizieren konnte. Bei den US Open kam sie 1998 über eine Wildcard ins Hauptfeld und besiegte in der Auftaktrunde Paola Suárez, damals Nummer 96 der Weltrangliste. Auch 1999 erhielt sie eine Wildcard für die US Open.
2000 wurde sie als Neuling an der Stanford University Siegerin im Einzel der NCAA Women's Tennis Championships und sie verteidigte den Titel im Jahr darauf. 2001 begann sie ihre Profikarriere. 2005 und 2006 gewann sie jeweils einen WTA-Titel im Doppel. Ihr letztes Profiturnier spielte sie im März 2010 in Monterrey.

## Turniersiege

### Doppel
| Nr. | Datum            | Turnier    | Kategorie    | Belag             | Partnerin        | Finalgegnerinnen                   | Ergebnis      |
| --- | ---------------- | ---------- | ------------ | ----------------- | ---------------- | ---------------------------------- | ------------- |
| 1.  | 24. Juli 2005    | Cincinnati | WTA Tier III | Hartplatz         | Abigail Spears   | Květa Peschke María Emilia Salerni | 3:6, 6:2, 6:4 |
| 2.  | 5. November 2006 | Québec     | WTA Tier III | Hartplatz (Halle) | Carly Gullickson | Jill Craybas Alina Schidkowa       | 6:3, 6:4      |

## Abschneiden bei Grand-Slam-Turnieren

### Einzel
| Turnier         | 1998 | 1999 | 2000 | 2001 | 2002 | 2003 | 2004 | 2005 | 2006 | 2007 | 2008 | 2009 | Bilanz | Karriere |
| --------------- | ---- | ---- | ---- | ---- | ---- | ---- | ---- | ---- | ---- | ---- | ---- | ---- | ------ | -------- |
| Australian Open | —    | —    | —    | —    | —    | 1    | 3    | 1    | 3    | 2    | 1    | —    | 5:6    | 3        |
| French Open     | —    | —    | —    | —    | —    | 3    | 1    | —    | 1    | 1    | —    | —    | 2:4    | 3        |
| Wimbledon       | —    | —    | —    | —    | AF   | 3    | 1    | 2    | 2    | AF   | —    | —    | 10:6   | AF       |
| US Open         | 2    | 1    | —    | 1    | 1    | 2    | 1    | 3    | 1    | 2    | —    | 1    | 5:10   | 3        |

### Doppel
| Turnier         | 2001 | 2002 | 2003 | 2004 | 2005 | 2006 | 2007 | 2008 | 2009 | Bilanz | Karriere |
| --------------- | ---- | ---- | ---- | ---- | ---- | ---- | ---- | ---- | ---- | ------ | -------- |
| Australian Open | —    | —    | —    | 2    | 1    | 1    | 1    | 2    | —    | 2:5    | 2        |
| French Open     | —    | —    | 1    | 1    | 1    | 1    | 2    | —    | —    | 1:5    | 2        |
| Wimbledon       | —    | —    | AF   | 1    | 2    | 1    | AF   | —    | —    | 5:5    | AF       |
| US Open         | 1    | 2    | 2    | AF   | 1    | 2    | 1    | —    | 1    | 5:8    | AF       |